# Journal of Physical Chemistry B
Le Journal of Physical Chemistry B (« Journal de chimie physique B »), abrégé en J. Phys. Chem. B, est une revue scientifique hebdomadaire à comité de lecture qui publie des articles de recherche dans les domaines de la chimie reliés aux macromolécules, à la matière molle, aux surfactants, aux membranes, à la mécanique statistique, la thermodynamique, aux effets de milieu et à la chimie biophysique.
La revue est née en 1997 de la scission en trois (A, B, C) du Journal of Physical Chemistry, fondé en 1896. Depuis 2010 les articles courts (« communications ») de son domaine sont publiés dans les Journal of Physical Chemistry Letters (« Lettres du Journal de chimie physique »).
D'après le Journal Citation Reports, le facteur d'impact de ce journal était de 3,302 en 2014. L'actuel directeur de publication est George C. Schatz (Université Northwestern, États-Unis).